# Harry Steevens
Harry Steevens (Elsloo, 27 de abril de 1945) es un exciclista neerlandés. Fue profesional de 1966 a 1971. Sus hermanos Henk y Leo también fueron ciclistas profesionales.

## Palmarés
1964 (como amateur)
- 1 etapa del Tour de Olympia

1965 (como amateur)
- Dwars door Gendringen
- Tour de Olympia, más 3 etapas
- Omloop der Kempen

1966
- 1 etapa del Tour de Olympia
- 1 etapa del Tour del Porvenir
- 1º en la Vuelta a Bélgica amateur
- Tour de Limburgo
- 2º en el Campeonato del mundo en contrarreloj por equipos

1968
- Amstel Gold Race
- París-Camembert
- 1 etapa de la Vuelta a Andalucía
- Tour del Nord, más 1 etapa

1970
- 1 etapa de la Vuelta a Suiza

## Resultados en las grandes vueltas
| Carrera         | 1966 | 1967 | 1968 | 1969 | 1970 | 1971 | 1972 |
| --------------- | ---- | ---- | ---- | ---- | ---- | ---- | ---- |
| Giro de Italia  | -    | -    | -    | -    | -    | -    | -    |
| Tour de Francia | -    | -    | -    | -    | 45.º | Ab.  | -    |
| Vuelta a España | -    | -    | -    | -    | -    | Ab.  | -    |
| Mundial en Ruta | -    | 17º  | 18º  | 25º  | -    | -    | -    |